# Lê Đăng Vệ
Lê Đăng Vệ sinh năm 1950, quê gốc ở Hà Nam, sống tại Quảng Ninh, là nhạc sĩ Việt Nam, được tặng Giải thưởng Nhà nước về Văn học Nghệ thuật năm 2022.

## Tiểu sử và sự nghiệp
Lê Đăng Vệ sinh năm 1950, quê gốc ở Hà Nam nhưng sinh ra và lớn lên tại Quảng Ninh. Là người hoạt động văn nghệ quần chúng từ nhiều năm, âm nhạc của Lê Đăng Vệ là đi từ những ca khúc trẻ trung, tràn đầy sức sống nhưng mang nặng tính phong trào vào thập niên 70 của thế kỷ trước đến những ca khúc sâu lắng hôm nay. Ngay từ năm 1968, Lê Đăng Vệ đã có bài hát đầu tay lấy tên là "Hát về thợ đường dây" viết cho Bưu điện Quảng Ninh, nơi ông công tác. Rồi sau đó là những ca khúc: "Hát với người đưa thư", "Bài ca người đưa thư"...
Trong cuộc đời sáng tác của mình, Lê Đăng Vệ đã sáng tác nhiều ca khúc, nhưng sâu đậm nhất vẫn là những sáng tác về đề tài Than và Biển, về Hạ Long nơi ông sinh ra và lớn lên, đã được công chúng Quảng Ninh đón nhận như các ca khúc: ''Quảng Ninh quê mình'', ''Đêm trăng Hạ Long'', ''Nghe lời biển hát'', "Hạ Long - Một tình yêu", "Nghe lời biển hát", "Nghe hát văn trên Vịnh Hạ Long", "Quảng Ninh quê mình", "Quảng Ninh đất lành", "Gửi người một khúc ca Than", "Vinh quang Than Việt Nam", "Bài ca Tập đoàn Than - Khoáng sản Việt Nam"... Khi viết về biển, ca khúc của Lê Đăng Vệ lại nhẹ nhàng, tinh tế, thấm đẫm chất trữ tình. Nhiều ca khúc được người Hạ Long nhớ đến như: "Đêm nằm nghe biển hát", "Đêm trăng Hạ Long", "Hạ Long một tình yêu", "Giai điệu Hạ Long", "Từ Hạ Long mơ về Thăng Long". Có khi, hai đề tài này không tách bạch mà hoà quyện quấn quýt trong một ca khúc. Đó là trường hợp các bài hát: "Xuân về quê tôi", "Điện sáng về với Cô Tô", "Quảng Ninh quê mình"...
Ngoài đề tài Biển và Than, trong những chuyến đi thực tế, Lê Đăng Vệ còn có nhiều sáng tác về các vùng miền khác nhau như: ''Hát chợ tình Sa Pa'', ''Nhớ về Nam Cao'' rồi những bài viết cho thể thao như ''Bài ca bóng đá Quảng Ninh'', ca khúc đã được chọn  là bài hát chính thức của Câu lạc bộ Bóng đá Than Quảng Ninh. Mảng đề tài thương binh, liệt sĩ, ông cũng có các ca khúc hay là: "Vũng Đục miền tâm linh", "Bên mộ chiến sĩ vô danh" phổ thơ Vư-sốt-xky và "Bài ca Tổ quốc" phổ thơ Trương Thiếu Huyền. Nhiều tác phẩm của ông đã được giải thưởng của Hội nhạc sỹ Việt Nam, của các Bộ, ngành Trung ương và của tỉnh Quảng Ninh.
Năm 2022, ông được trao tặng Giải thưởng Nhà nước về Văn học Nghệ thuật với ca khúc "Bên mộ chiến sĩ vô danh" (thơ Vysotsky).

## Tác phẩm chính

### Ca khúc
- "Hát về thợ đường dây"
- "Hát với người đưa thư"
- "Bài ca người đưa thư"
- ''Quảng Ninh quê mình'',
- ''Đêm trăng Hạ Long'',
- ''Nghe lời biển hát'',
- "Hạ Long - Một tình yêu",
- "Nghe hát văn trên Vịnh Hạ Long",
- "Quảng Ninh quê mình",
- "Quảng Ninh đất lành",
- "Gửi người một khúc ca Than",
- "Vinh quang Than Việt Nam",
- "Bài ca Tập đoàn Than - Khoáng sản Việt Nam"
- "Đêm nằm nghe biển hát",
- "Đêm trăng Hạ Long",
- "Hạ Long một tình yêu",
- "Nghe lời biển hát",
- "Giai điệu Hạ Long",
- "Từ Hạ Long mơ về Thăng Long".
- "Xuân về quê tôi",
- "Điện sáng về với Cô Tô",
- "Quảng Ninh quê mình"
- ''Vũng Đục miền tâm linh'',
- "Bên mộ chiến sĩ vô danh" (phổ thơ Vư-sốt-xky)
- "Bài ca Tổ quốc" (phổ thơ Trương Thiếu Huyền)
- ''Hòn Gai tình yêu và nỗi nhớ'',
- ''Đêm trăng Hạ Long'',
- ''Hát chợ tình Sa Pa'',
- ''Nhớ về Nam Cao''

## Vinh danh
- Giải thưởng Nhà nước về Văn học Nghệ thuật (2022)